# Gianluca Vialli
Gianluca Vialli (Cremona, 9 luglio 1964 – Londra, 5 gennaio 2023) è stato un calciatore, allenatore di calcio e dirigente sportivo italiano, di ruolo attaccante.
Tra i migliori centravanti degli anni 80 e 90 del XX secolo, rientra nella ristretta cerchia dei calciatori che hanno vinto tutte le tre storiche competizioni UEFA per club, unico tra gli attaccanti. Vincitore di numerosi trofei in campo nazionale e internazionale, è stato capocannoniere dell'europeo under 21 1986, della Coppa Italia 1988-1989 – in cui ha stabilito, con 13 reti, il record assoluto di realizzazioni in una singola edizione del torneo –, della Coppa delle Coppe 1989-1990 e della Serie A 1990-1991.
Salito alla ribalta nella Cremonese, nelle cui file nel 1984 ha contribuito al ritorno dei grigiorossi in Serie A dopo oltre mezzo secolo di assenza, si è affermato ai massimi livelli nella Sampdoria, in coincidenza col periodo più vittorioso (1984-1992) nella storia del club ligure – e nel quale ha composto con Roberto Mancini una tra le coppie di attaccanti più affiatate nella storia del calcio italiano –, con l'apice del primo scudetto blucerchiato nella stagione 1990-1991. È rimasto ai vertici internazionali anche con la successiva esperienza nella Juventus, dov'è assurto a capitano e trascinatore dei bianconeri di metà anni 90, fino a sollevare la UEFA Champions League 1995-1996. Ha infine concluso l'attività nel Chelsea dove, anche in veste di player-coach, ha contribuito a riportare i londinesi ad alti livelli dopo decenni di anonimato.
Tra il 1985 e il 1992 ha totalizzato 59 presenze e 16 reti nella nazionale italiana, prendendo parte a due mondiali (Messico 1986 e Italia 1990) e un europeo (Germania Ovest 1988); al suo attivo anche 21 gare e 11 gol con l'under 21, con cui ha disputato due europei di categoria (1984 e 1986).
Più volte candidato al Pallone d'oro, si è classificato 7º nelle edizioni 1988 e 1991. Nel 2015 è stato inserito nella Hall of Fame del calcio italiano.

## Biografia
Nasce a Cremona, quinto e ultimo figlio di una benestante famiglia originaria di Cles, in Trentino-Alto Adige, e vive un'infanzia agiata nella tenuta di famiglia, la Villa Affaitati Trivulzio di Grumello Cremonese. Costretto a interrompere gli studi all'età di 16 anni a causa dell'attività sportiva, riprende in mano i libri in età adulta e nel 1993 consegue da privatista il diploma di geometra nella natìa Cremona.
Dal 2003 era sposato con Cathryn White Cooper, conosciuta durante il periodo al Chelsea; la coppia, stabilitasi a Londra, aveva due figlie.
Muore il 5 gennaio 2023, all'età di 58 anni, al Royal Marsden Hospital di Londra, dove era ricoverato da qualche settimana in seguito al peggioramento delle sue condizioni di salute dovute a un tumore del pancreas diagnosticatogli nel 2017. I funerali sono stati celebrati nella capitale britannica il 17 dello stesso mese, in forma privata.
Nei giorni del primo anniversario della morte, il 7 gennaio 2024 il comune di Cremona ha intitolato a Vialli il settore Distinti dello stadio Giovanni Zini; nello stesso giorno, la municipalità di Rapallo gli ha intitolato un viale nei pressi dello stadio Umberto Macera. Nel marzo dello stesso anno, Sky Italia gli ha intitolato uno dei suoi studi televisivi.

## Caratteristiche tecniche

### Giocatore
Dopo gli esordi da ala tornante, si affermò come centravanti completo, dotato di tecnica, velocità, dinamismo, forza fisica e resistenza agli sforzi prolungati; in qualche occasione fu impiegato anche a centrocampo, dove faceva valere la propria abilità nel pressing e nella gestione del pallone. Altalenante sul piano realizzativo, soprattutto nella fase iniziale della carriera, tra il 1986 e il 1991 fu tuttavia capocannoniere di quattro diverse competizioni, a seguito di un progressivo incremento della sua efficacia sotto porta; mise a segno, peraltro, numerose reti di pregevole fattura – spesso in acrobazia –, caratteristica che gli valse il soprannome Stradivialli, coniato da Gianni Brera. A cavallo degli anni 80 e 90 era ritenuto, da molti, il più forte attaccante italiano e uno dei migliori al mondo.
Tatticamente preparato, era un leader carismatico e dal forte carattere: a detta di Vujadin Boškov, queste doti lasciavano presupporre che Vialli avesse la stoffa dell'allenatore; ruolo, quest'ultimo, che l'attaccante cremonese iniziò a ricoprire ancor prima di ritirarsi dal calcio giocato.

## Carriera

### Giocatore

#### Club

##### Gli inizi, Cremonese

Un diciannovenne Vialli alla Cremonese nella stagione 1983-1984

Tira i suoi primi calci all'oratorio di Cristo Re, al villaggio Po della sua città nativa, quindi entra nel vivaio del Pizzighettone; a causa di un intoppo burocratico non può militare nella squadra Giovanissimi biancazzurra, sicché il suo cartellino viene acquistato per mezzo milione di lire dalla Cremonese dove prosegue l'attività giovanile e dov'è allenato, tra gli altri, da Guido Settembrino.
La prima squadra lombarda, all'epoca affidata a Guido Vincenzi, lo lancia tra i professionisti nella stagione 1980-1981, in cui ottiene 2 presenze nel campionato di Serie C1. Il debutto in Serie B avviene invece il 27 settembre 1981, in una gara persa 0-3 con la Sambenedettese. Nei quattro campionati con la maglia grigiorossa riporta 105 presenze e 23 gol, imponendosi all'attenzione degli addetti ai lavori nella stagione 1983-1984 quando, pur impiegato dall'allenatore Emiliano Mondonico come tornante di fascia, riesce a mettere a referto 10 gol che lo fanno emergere tra i protagonisti di una Cremonese che, dopo 54 stagioni, ottiene la promozione in Serie A.

##### Sampdoria

Vialli (a destra) alla Sampdoria nel 1986 – con indosso una maglia numero undici che ne tradisce un impiego ancora sulla fascia –, mentre festeggia un gol con il partner d'attacco Roberto Mancini; sullo sfondo, accorre l'altro blucerchiato Graeme Souness.

Nell'estate 1984 passa alla Sampdoria, in cambio di Alviero Chiorri. Esordisce in Serie A il successivo 16 settembre, proprio contro la sua ex squadra. Tre mesi più tardi segna il primo gol, dando i due punti alla squadra contro l'Avellino. Al termine della stagione si aggiudica la Coppa Italia, primo trofeo della storia blucerchiata, segnando al Milan nella finale di ritorno. La vittoria della coppa gli permette, nell'annata 1985-1986, di esordire nelle competizioni europee facendo registrare 4 apparizioni in Coppa delle Coppe.
Nel primo biennio sotto la Lanterna il giocatore offre un rendimento discontinuo anche a causa dei dubbi circa la sua posizione in campo, con l'allenatore Eugenio Bersellini il quale lo alterna tra la fascia e l'area di rigore, senza riuscire a risolvere l'impasse. La svolta arriva nell'estate 1986 quando sulla panchina doriana si siede Vujadin Boškov, il quale, replicando quanto già fatto da Azeglio Vicini nella nazionale giovanile, anche in blucerchiato avanza stabilmente Vialli a prima punta, in pratica invertendone i ruoli con il compagno di reparto Roberto Mancini: l'intesa tra i due sboccia repentinamente, divenendo a posteriori il tandem-simbolo dell'epoca più luminosa del club e portando l'ambiente doriano a rispolverare per loro il soprannome di «gemelli del gol» già proprio dei bomber blucerchiati degli albori, Giuseppe Baldini e Adriano Bassetto.
Con Mancio a rifinire alle sue spalle, a partire dalla stagione 1986-1987 Vialli si afferma definitivamente tra i migliori attaccanti della sua generazione. Contribuisce alla conquista di altre due Coppe Italia nelle annate 1987-1988 (con un gol al Torino nella finale di andata) e 1988-1989: miglior marcatore di quest'ultima edizione con 13 reti, va nuovamente a segno in finale, nel retour match contro il Napoli. Frattanto il 6 ottobre 1988 realizza la prima rete nelle coppe europee, che è anche la centesima in carriera.

Vialli (a sinistra) e Mancini, ormai noti come i gemelli del gol, posano nell'estate 1991 con la prima maglia scudettata della storia blucerchiata.

Ormai tra gli idoli della squadra blucerchiata, nei mesi precedenti Vialli, sorprendendo i più, aveva rifiutato il possibile trasferimento – più volte dato per fatto – al Milan di Arrigo Sacchi e del patron Silvio Berlusconi, all'epoca ai vertici internazionali (e che a lungo ne deterrà un'opzione sul cartellino): insieme agli altri senatori dello spogliatoio, tra cui Mancini e Pietro Vierchowod, stringe infatti un «patto di ferro» che li impegna a non lasciare Genova prima di avere portato in città lo scudetto. Nell'annata 1989-1990 è protagonista della vittoria doriana in Coppa delle Coppe: si laurea capocannoniere della competizione con 7 reti, due delle quali realizzate nella finale di Göteborg contro l'Anderlecht.
Nella stagione 1990-1991 arriva infine lo scudetto, il primo e fin qui unico nella storia del club ligure: l'apporto sottorete di Vialli è determinante, tant'è che il numero nove blucerchiato si laurea anche capocannoniere del campionato con 19 realizzazioni. Nel 1992 disputa invece la sua prima finale di Coppa dei Campioni, persa a Wembley contro il Barcellona: è l'ultima delle sue 321 partite – 109 delle quali consecutive – con il club blucerchiato.

##### Juventus

Vialli (in alto), neoacquisto della Juventus, posa con il suo nuovo capitano e partner d'attacco Roberto Baggio nel precampionato 1992-1993.

Al termine della stagione 1991-1992, Vialli si trasferisce alla Juventus: per acquistarlo, la società piemontese cede alla Sampdoria i cartellini di quattro giocatori (Mauro Bertarelli, Eugenio Corini, Michele Serena e Nicola Zanini) aggiungendovi un conguaglio economico, per un costo totale stimato in circa 40 miliardi di lire, all'epoca la cifra più alta mai spesa al mondo per un calciatore. Il centravanti va a collocarsi in un reparto offensivo che vede la presenza, tra gli altri, di Roberto Baggio e Fabrizio Ravanelli, e che a partire dalla stagione successiva si avvarrà anche dell'emergente Alessandro Del Piero.
L'esperienza torinese di Vialli si rivela divisa a posteriori in due fasi. Nel biennio iniziale, agli ordini di Giovanni Trapattoni, pur vincendo la Coppa UEFA 1992-1993 l'attaccante accusa difficoltà di ambientamento a cui si sommano numerosi infortuni nonché equivoci tattici: costretto a frequenti ripiegamenti difensivi, risulta poco lucido sotto porta e non trova con Baggio – che pure aveva caldeggiato il suo trasferimento in Piemonte – lo stesso affiatamento avuto alla Sampdoria con Mancini.

Vialli in azione da neocapitano juventino nel 1995, nella morsa dei parmensi Sensini (a sinistra) e Fabio Cannavaro (a destra).

Dalla stagione 1994-1995, rigenerato fisicamente e mentalmente dal nuovo tecnico Marcello Lippi il quale ne fa il fulcro dell'attacco bianconero, Vialli emerge invece come il leader della formazione torinese, complice la lunga lontananza dai campi in cui incappa l'infortunato Baggio; al termine dell'annata conquista il secondo scudetto e la quarta Coppa Italia della propria carriera.
Dopo avere nel frattempo «spostato Baggio dal cuore dei dirigenti e dal ruolo di primadonna» nella Juventus, ed esserne stato nominato capitano dopo l'addìo proprio del Divin Codino, nell'annata 1995-1996, la sua quarta e ultima in maglia bianconera, giostrando nell'ormai consolidato trio offensivo con Del Piero e Ravanelli, Vialli trascina i compagni di squadra ai trionfi in Supercoppa italiana, ultimo trofeo nazionale che ancora mancava alla bacheca juventina, e soprattutto in UEFA Champions League: segna due reti nell'arco dell'edizione, una a testa nelle gare di semifinale contro il Nantes-Atlantique, e proprio la vittoriosa finale di Roma contro l'Ajax è la sua ultima apparizione per il club torinese, con cui ha disputato 145 partite e realizzato 53 gol.

##### Chelsea
Considerato concluso il suo ciclo a Torino, e una volta svincolatosi sfruttando la nuova libertà contrattuale concessa dall'allora recente sentenza Bosman, nella stagione 1996-1997 Vialli opta per una scelta «fino a qualche anno prima [...] impensabile» per «un giocatore italiano di grande livello e nel pieno della sua carriera»: convinto in maniera decisiva dal player-coach Ruud Gullit, l'attaccante approda in Inghilterra, abbracciando la causa di un ambizioso Chelsea in cerca di rilancio dopo quasi tre decenni di mediocrità e che, onde perseguire l'obiettivo, ha spinto il presidente Ken Bates ad arruolare numerosi stranieri sul mercato, compresa una pattuglia italiana che vede anche Roberto Di Matteo e Gianfranco Zola.

Vialli (a destra) in veste di player-coach del Chelsea, alle prese col vicentino Viviani nell'andata delle semifinali di Coppa delle Coppe 1997-1998.

Nell'annata d'esordio arriva la vittoria in FA Cup, un'affermazione a suo modo storica poiché il primo, importante trofeo in casa Blues da oltre un quarto di secolo a quella parte. Nonostante ciò, e nonostante un ottimo legame sia coi compagni di squadra sia ancor più coi tifosi, di cui diventa subito un idolo, fin dai primi mesi a Stamford Bridge si era repentinamente raffreddato il rapporto con Gullit il quale sempre più frequentemente aveva preso a relegare l'italiano in panchina se non in tribuna; situazione che aveva portato a speculare circa una malcelata insofferenza dell'olandese verso colui che era diventato «il personaggio più appariscente» della squadra e che, pur a fronte di un impiego saltuario, risulta comunque il migliore cannoniere dei londinesi.
Tale situazione conflittuale perdura nella stagione 1997-1998 in cui, pur non mancando exploit come la quaterna sul campo del Barnsley – rimasta l'unica in carriera –, l'avventura oltremanica di Vialli pare destinata a concludersi precocemente. Tutto si ribalta nel febbraio 1998 quando, con una mossa a sorpresa, Bates promuove proprio l'italiano a nuovo player-coach al posto del dimissionario Gullit, da par suo, nel frattempo entrato in rotta anche coi vertici societari. Facendo presto ricredere i più, in queste vesti Vialli punta soprattutto sullo «spirito di gruppo» che era riuscito a instaurare nello spogliatoio, riuscendo a guidare i compagni di squadra a un glorioso finale di stagione grazie alle affermazioni in Football League Cup e, soprattutto, in Coppa delle Coppe.
Nell'annata 1998-1999 arriva la vittoria da underdog in Supercoppa UEFA contro il blasonato Real Madrid nonché un ottimo rendimento in campionato, dove perde solamente tre partite, non potendo tuttavia competere realisticamente contro un Manchester Utd artefice di uno storico treble; globalmente positiva anche la difesa della Coppa delle Coppe, pur arrendendosi in semifinale alla rivelazione Maiorca – questo poi battuto in finale dalla Lazio dell'altro «gemello del gol» di sampdoriana memoria, Mancini.
Ritiratosi dal calcio giocato al termine di questa stagione, da qui in avanti ricopre la sola carica di tecnico dei londinesi.

#### Nazionale

##### Nazionali giovanili

Vialli (a destra), con la maglia della nazionale under 21, in gol contro i pari età lussemburghesi nel 1985.

Da giovane ha fatto parte della nazionale under 21, collezionando 21 presenze e 11 reti, di cui 4 nel campionato europeo di categoria del 1986 che lo laurearono miglior marcatore dell'edizione. Negli azzurrini è allenato da Azeglio Vicini, il primo a intuirne le potenzialità in area di rigore e, per questo, ad avanzarlo dall'originario ruolo di ala a quello di prima punta, che ne farà la fortuna futura.

##### Nazionale maggiore

###### 1985-1990
Esordisce in nazionale maggiore il 16 novembre 1985, a 21 anni, nella partita amichevole Polonia-Italia (1-0). Viene poi convocato dal commissario tecnico Enzo Bearzot per il campionato del mondo 1986 in Messico, chiamato a fare da prima riserva a Bruno Conti come tornante di fascia destra: impiegato da subentrante in tutte e quattro le partite disputate dagli azzurri nel torneo, non riesce a incidere.

Vialli (a destra) in maglia azzurra nel 1988, contrastato da un avversario olandese, nella gara celebrativa del 90º anniversario della FIGC.

Durante la successiva gestione di Azeglio Vicini, già suo citì nell'under 21 e fautore del suo impiego prettamente da attaccante, Vialli diventa uno dei pilastri del gruppo azzurro. Schierato al fianco di Altobelli, realizza il suo primo gol in nazionale il 24 gennaio 1987, nella gara valida per le qualificazioni al campionato d'Europa 1988, vinta per 5-0 contro Malta a Bergamo; quindi contribuisce alla qualificazione dell'Italia realizzando una decisiva doppietta contro la Svezia. Nell'estate 1988 partecipa da titolare alla fase finale dell'europeo in Germania Ovest, segnando la rete della vittoria contro la Spagna (1-0) nella prima fase; nella semifinale persa contro l'Unione Sovietica si rivela impreciso sotto rete, ma ciò non gli impedisce di essere inserito nella squadra ideale del torneo.
Il 26 aprile 1989, nell'amichevole contro l'Ungheria vinta 4-0, scende in campo per la prima volta con la fascia da capitano degli azzurri.
L'anno seguente partecipa alla conquista del 3º posto dell'Italia al campionato del mondo 1990. Impiegato nelle prime due partite e nella semifinale contro l'Argentina, Vialli riesce in un paio di occasioni, come l'assist nella gara di esordio contro l'Austria o l'azione da cui scaturisce il vantaggio azzurro contro i sudamericani, a propiziare i gol del compagno di reparto e futuro capocannoniere dell'edizione, Salvatore Schillaci. Tuttavia sul piano personale disputa un torneo al di sotto delle attese, frenato anche da problemi fisici: non riesce mai ad andare a rete e fallisce altresì un calcio di rigore nella sfida della fase a gironi contro gli Stati Uniti.
Non impiegato nella finalina vinta contro l'Inghilterra, al termine del mondiale resta fuori dal giro azzurro per i successivi dieci mesi.

###### 1991-1992
Prossimo alla vittoria dello scudetto con la Sampdoria e del titolo di capocannoniere della Serie A, Vialli torna in nazionale il 1º maggio 1991 e – dopo aver colpito un altro legno dal dischetto – va a segno nel 3-1 contro l'Ungheria, partita valida per le qualificazioni al campionato d'Europa 1992: la sua ultima marcatura risaliva all'aprile 1989. L'Italia fallirà, tuttavia, l'accesso alla fase finale del torneo, e nell'ottobre 1991 Vicini verrà sostituito sulla panchina azzurra da Arrigo Sacchi.

Vialli capitano della nazionale nel 1992, nel corso delle qualificazioni al.

Pur venendo confermato nel gruppo azzurro dal nuovo citì, sul finire del 1992 Vialli deve difendere il proprio posto dalla concorrenza dei più giovani Pierluigi Casiraghi e Giuseppe Signori, incappando nel contempo in qualche equivoco tattico: il tecnico di Fusignano lo vorrebbe più presente in zona gol, impiegandolo per questo come centravanti puro, sebbene il giocatore attraversi un periodo di scarsa vena sotto rete – tanto che nella Juventus, contemporaneamente, viene talvolta arretrato a centrocampo. Unitamente a ciò, alcune incomprensioni con il commissario tecnico fanno da anticamera all'esclusione del cremonese dal giro della nazionale.
La partita contro Malta del 19 dicembre 1992, valevole per le qualificazioni al campionato del mondo 1994 e sbloccata da un gol dello stesso Vialli, è dunque l'ultima apparizione in maglia azzurra per l'attaccante che termina così la sua esperienza in nazionale, piuttosto altalenante, con 59 presenze (3 delle quali da capitano) e 16 reti: sarà il giocatore stesso, tre anni dopo, a rinunciare espressamente a eventuali ulteriori convocazioni.

### Allenatore

#### Chelsea
Viene nominato player-coach del Chelsea il 12 febbraio 1998, subentrando al dimissionario Ruud Gullit. La squadra si trova ancora in corsa nella Football League Cup e nella Coppa delle Coppe e, sotto la sua guida, le vince entrambe – diventando, nel caso della Coppa di Lega, il primo tecnico non britannico a vincerla – chiudendo inoltre al quarto posto in Premier League. La stagione seguente, ancora nel doppio ruolo vince la Supercoppa UEFA battendo 1-0 il Real Madrid, raggiunge le semifinali di Coppa delle Coppe e conclude al terzo posto in campionato (quest'ultimo il miglior posizionamento della squadra dal 1970 in poi), a quattro punti dal Manchester Utd campione.
Nel frattempo ritiratosi dall'attività agonistica, e assunto a tempo pieno il ruolo di allenatore, nell'annata 1999-2000 porta il Chelsea, alla sua prima apparizione in UEFA Champions League, fino ai quarti di finale dov'è eliminato dal Barcellona (3-1 all'andata, 1-5 al ritorno dopo i tempi supplementari); chiuso il campionato al quinto posto, termina la stagione con la vittoria sull'Aston Villa nella FA Cup.

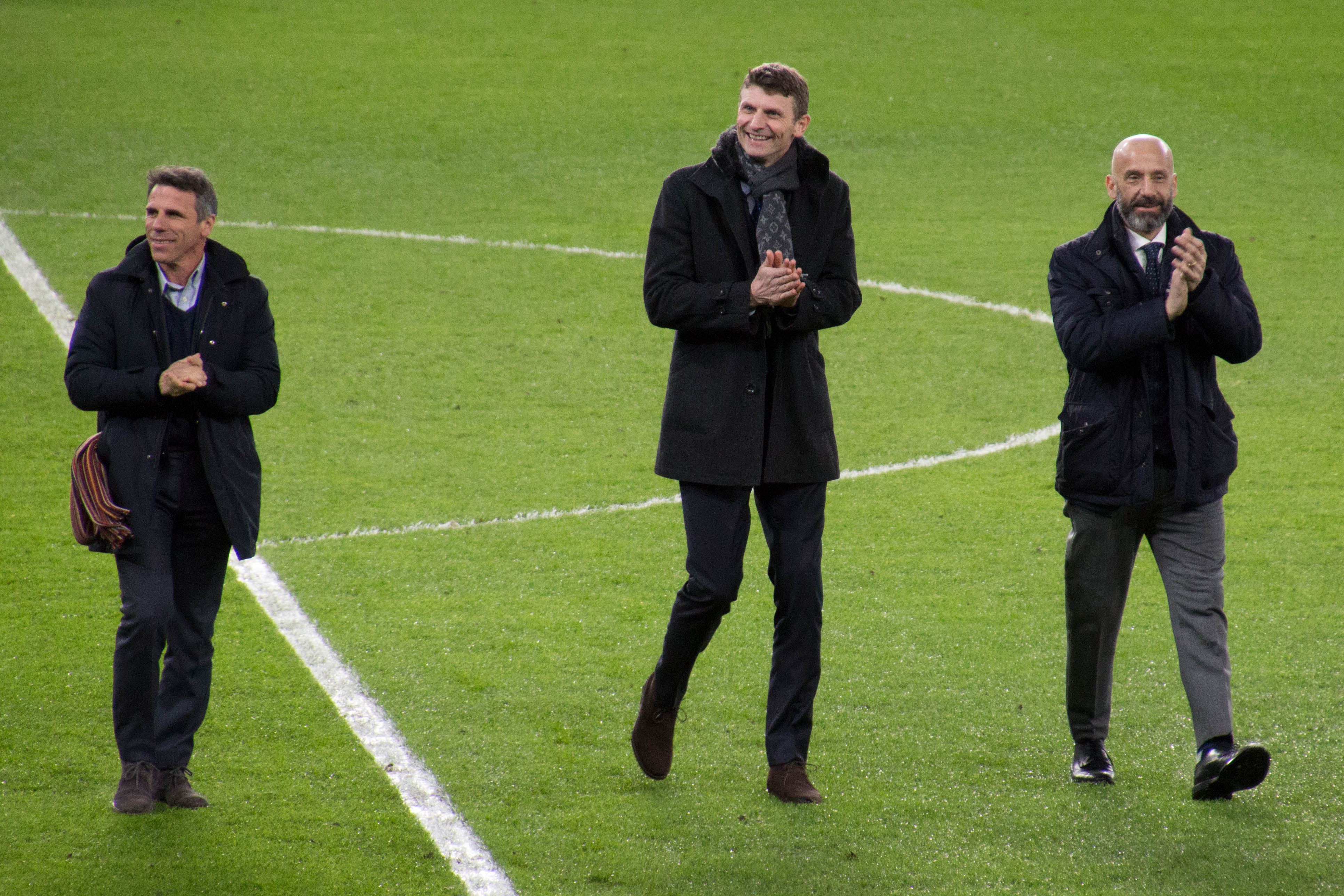
Da destra: Vialli nel 2018 con i suoi ex giocatori Tore André Flo e Gianfranco Zola, in occasione di un'amichevole delle Chelsea Legends.

L'ultima stagione a Londra inizia con la vittoria nella Charity Shield contro il Manchester Utd: è il quinto trofeo conquistato in meno di tre anni, fatto che lo rende il tecnico più vincente della storia del club fino a quel momento. Ciò nonostante viene licenziato il 12 settembre 2000, dopo cinque partite dall'inizio dell'annata, causa un avvio stentato e screzi con vari elementi dello spogliatoio (tra cui Deschamps, Petrescu e Zola), venendo sostituito da Claudio Ranieri.

#### Watford
Il 3 maggio 2001 accetta la proposta del Watford, squadra della First Division inglese. Nonostante i grandi e costosi cambiamenti che effettua nel club di Elton John, non ottiene che un quattordicesimo posto in campionato e viene licenziato il 15 giugno 2002, dopo solo una stagione. A seguito del licenziamento, le parti inizieranno una lunga disputa legale riguardo al pagamento del restante contratto.
La stagione alla guida degli Hornets è l'ultima della sua breve esperienza da allenatore: nel quindicennio seguente si dedica prettamente alla carriera televisiva di opinionista e analista calcistico.

### Dirigente
Il 9 marzo 2019 viene nominato dalla Federazione Italiana Giuoco Calcio (FIGC), insieme a Francesco Totti, ambasciatore italiano per il campionato d'Europa 2020.
L'11 novembre 2019 entra nei ranghi della FIGC come capo delegazione della nazionale maschile italiana, allenata dall'ex compagno Roberto Mancini. Con questo ruolo – ufficialmente da dirigente, ufficiosamente da consigliere e factotum per l'amico fraterno Mancini e per gli altri elementi del gruppo azzurro –, nell'estate 2021 (dopo il rinvio per la pandemia di COVID-19) prende parte alla vittoriosa spedizione italiana al campionato d'Europa 2020, distinguendosi peraltro come figura di spicco dello spogliatoio oltreché, a livello umano, come «esempio vivente» per tutta la squadra azzurra. Ricopre l'incarico fino al 14 dicembre 2022, quando sospende i suoi impegni con la nazionale a causa del riacutizzarsi di un tumore del pancreas di cui soffriva dal 2017, e che lo porterà alla morte di lì a poche settimane.

### Dopo il ritiro

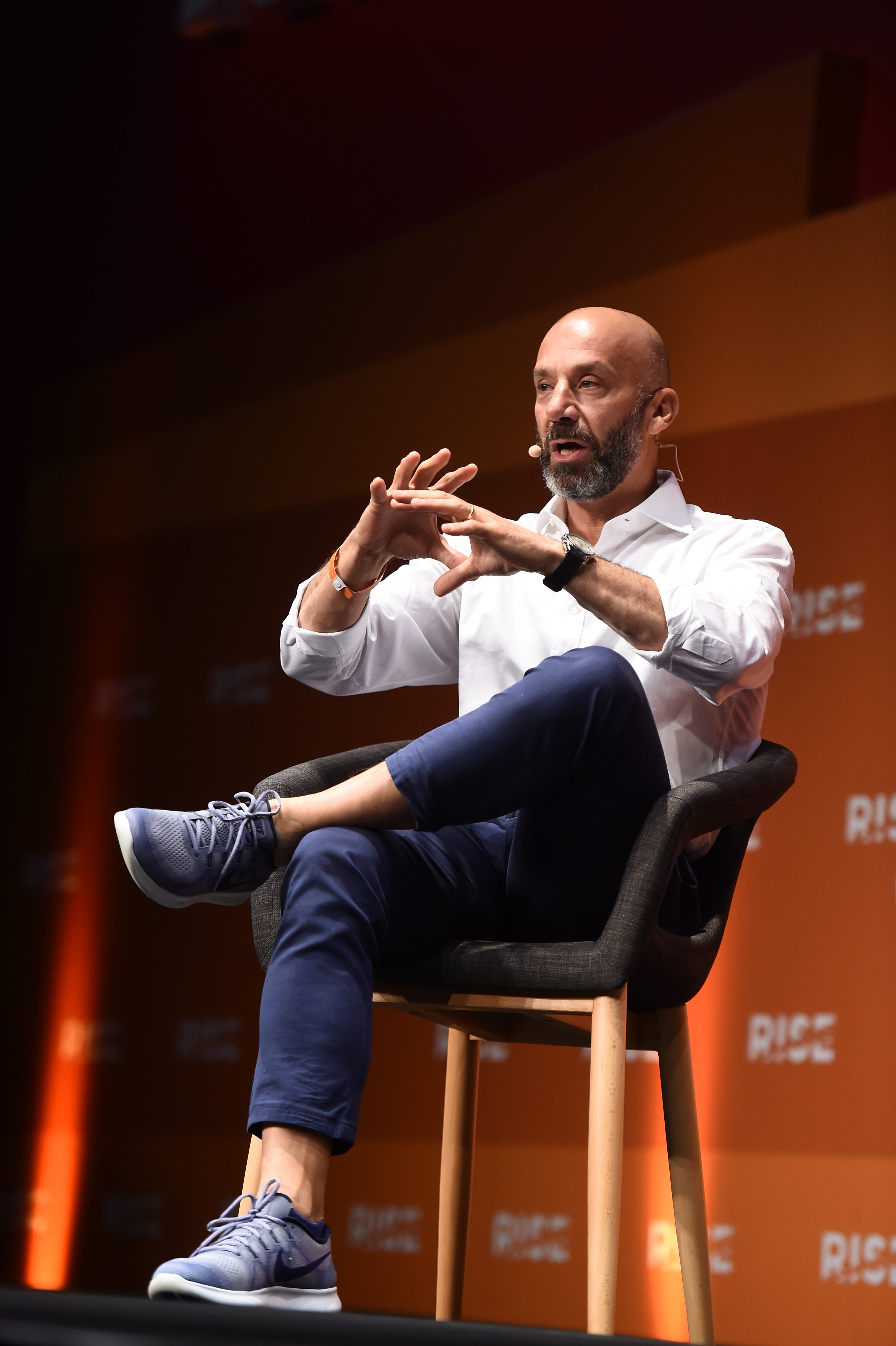
Vialli durante una conferenza a Hong Kong nel 2017

Già durante gli anni da calciatore aveva iniziato ad avere dei primi contatti con il mondo del giornalismo sportivo: durante il campionato d'Europa 1988 aveva tenuto una corrispondenza settimanale per la rivista Guerin Sportivo dal ritiro della nazionale, mentre nella stagione 1989-1990 era stato opinionista per il rotocalco televisivo di calcio internazionale Settimana gol su Italia 1; in tal senso, circa i rapporti tra gli sportivi e la stampa, in un'intervista del 1988 aveva teorizzato che «secondo me si dovrebbe lavorare di più insieme, il che consentirebbe di eliminare molte tensioni. Purtroppo la ricerca dello scandalo o del sensazionalismo a tutti i costi deteriora il rapporto». Una volta chiusa l'attività sportiva, nel 2002 diventa consulente per il canale tematico Sky Sport, di cui in seguito è testimonial e commentatore tecnico. Sempre per Sky Italia, nel 2016 conduce il docu-reality Squadre da incubo su TV8 insieme all'ex collega Lorenzo Amoruso.
Nel 2002 presta il suo nome per il videogioco sportivo manageriale Gianluca Vialli's European Manager, sviluppato da Waywardxs e pubblicato dalla casa inglese Midas Interactive.
Dal 2004 aveva iniziato a svolgere attività nel campo del sociale creando, insieme all'ex collega Massimo Mauro e a Cristina Grande Stevens, la "Fondazione Vialli e Mauro per la Ricerca e lo Sport", una ONLUS che ha lo scopo di raccogliere fondi per la ricerca sulla sclerosi laterale amiotrofica, il cosiddetto morbo di Lou Gehrig, nonché sul cancro, attraverso la fondazione ARISLA, l'associazione AISLA e la FPRC.
Il 26 febbraio 2006, assieme ad altri ex atleti italiani – il pugile Nino Benvenuti, il tuffatore Klaus Dibiasi, l'altista Sara Simeoni, lo sciatore Gustav Thöni, la nuotatrice Novella Calligaris, il velocista Livio Berruti e il ciclista Mario Cipollini –, è tra i portatori della bandiera olimpica nel corso della cerimonia di chiusura dei XX Giochi olimpici invernali di Torino.

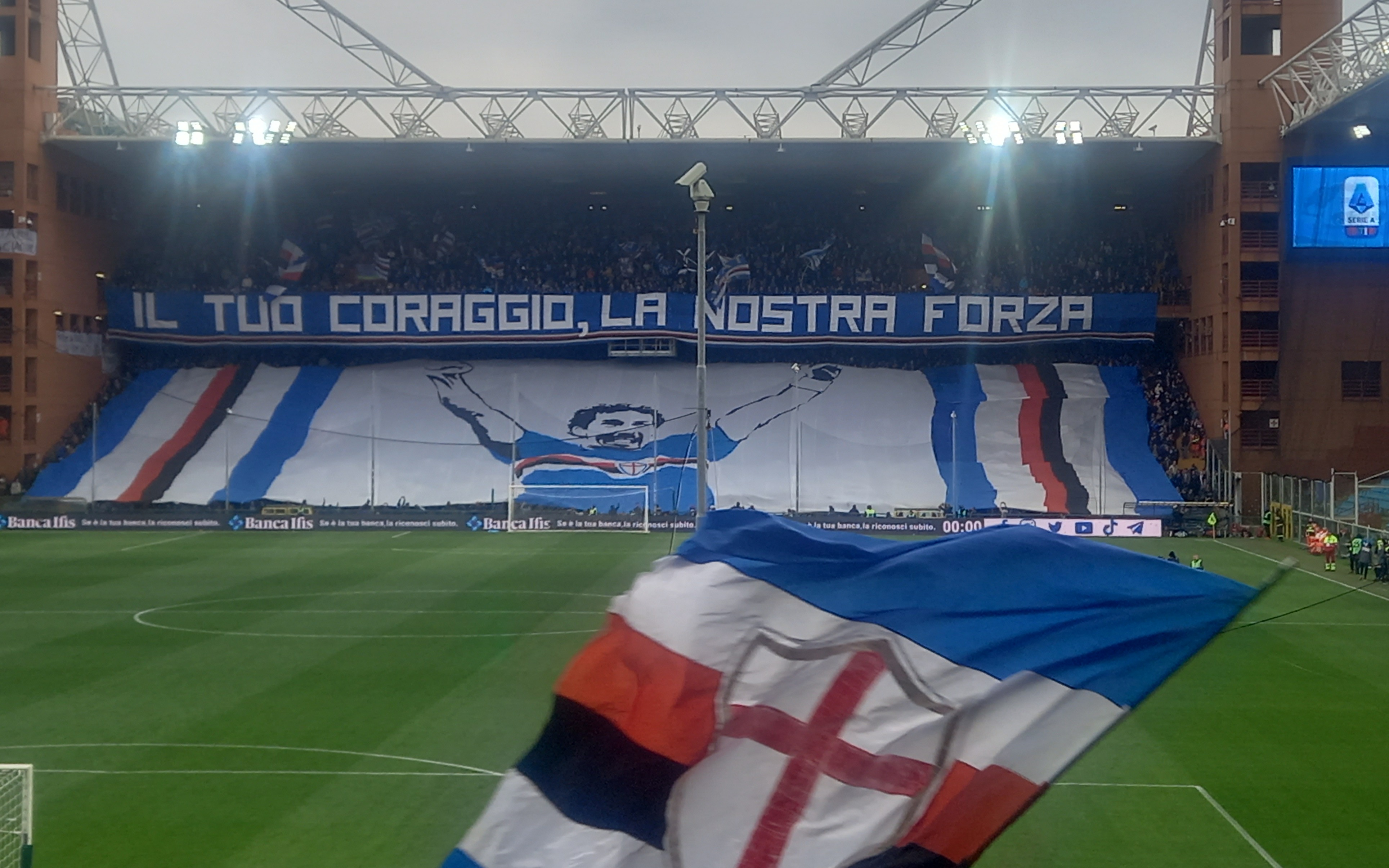
Tributo a Vialli da parte della curva sampdoriana, poche settimane dopo la morte, in occasione della gara interna contro l'Udinese del 22 gennaio 2023.

Sempre nel 2006 scrive con il giornalista Gabriele Marcotti The Italian Job, saggio in cui analizza le differenze tra calcio italiano e inglese. Il libro, pubblicato dapprima in Inghilterra, viene successivamente reso disponibile anche in Italia, ma qui la vendita viene inizialmente vietata da una sentenza del tribunale di Vicenza; infine il libro è tornato sugli scaffali italiani dopo la sentenza del tribunale sulla causa tra Vialli e Claudio Pasqualin. Negli anni seguenti cura le prefazioni de L'ultima partita di Giulio Mola (2010) e Un calcio alla SLA di Gabriella Serravalle (2013) oltreché dell'edizione italiana di Io sono il calciatore misterioso (2013). Segue nel 2018 la sua seconda opera cartacea, Goals.
Nel 2021 scrive a quattro mani con Roberto Mancini La bella stagione, incentrato sul racconto dello scudetto sampdoriano di trent'anni prima. L'anno seguente il libro viene trasposto in un film documentario omonimo, diretto da Marco Ponti e con lo stesso Vialli tra gli sceneggiatori.
Nel 2024 viene pubblicato il libro postumo Le cose importanti, un raccolta di pensieri e riflessioni espressi da Vialli durante la realizzazione de La bella stagione, curato da Pierdomenico Baccalario e Marco Ponti.

## Statistiche
Tra squadre di club, nazionale A e nazionale under 21, Vialli ha disputato 753 partite segnando 286 reti, alla media di 0,38 gol a partita.

### Presenze e reti nei club
| Stagione         | Squadra          | Campionato       | Campionato | Campionato | Coppe nazionali | Coppe nazionali | Coppe nazionali | Coppe continentali | Coppe continentali | Coppe continentali | Altre coppe | Altre coppe | Altre coppe | Totale | Totale |
| Stagione         | Squadra          | Comp             | Pres       | Reti       | Comp            | Pres            | Reti            | Comp               | Pres               | Reti               | Comp        | Pres        | Reti        | Pres   | Reti   |
| ---------------- | ---------------- | ---------------- | ---------- | ---------- | --------------- | --------------- | --------------- | ------------------ | ------------------ | ------------------ | ----------- | ----------- | ----------- | ------ | ------ |
| 1980-1981        | Cremonese        | C1               | 2          | 0          | CI-S            | 0               | 0               | -                  | -                  | -                  | -           | -           | -           | 2      | 0      |
| 1981-1982        | Cremonese        | B                | 31         | 5          | CI              | 1               | 0               | -                  | -                  | -                  | -           | -           | -           | 32     | 5      |
| 1982-1983        | Cremonese        | B                | 35         | 8          | CI              | 2               | 0               | -                  | -                  | -                  | -           | -           | -           | 37     | 8      |
| 1983-1984        | Cremonese        | B                | 37         | 10         | CI              | 5               | 2               | -                  | -                  | -                  | -           | -           | -           | 42     | 12     |
| Totale Cremonese | Totale Cremonese | Totale Cremonese | 105        | 23         |                 | 8               | 2               |                    | -                  | -                  |             | -           | -           | 113    | 25     |
| 1984-1985        | Sampdoria        | A                | 28         | 3          | CI              | 13              | 6               | -                  | -                  | -                  | -           | -           | -           | 41     | 9      |
| 1985-1986        | Sampdoria        | A                | 28         | 6          | CI              | 7               | 2               | CdC                | 4                  | 0                  | -           | -           | -           | 39     | 8      |
| 1986-1987        | Sampdoria        | A                | 28+1       | 12+0       | CI              | 5               | 4               | -                  | -                  | -                  | -           | -           | -           | 34     | 16     |
| 1987-1988        | Sampdoria        | A                | 30         | 10         | CI              | 13              | 3               | -                  | -                  | -                  | -           | -           | -           | 43     | 13     |
| 1988-1989        | Sampdoria        | A                | 30         | 14         | CI              | 14              | 13              | CdC                | 7                  | 5                  | SI          | 1           | 1           | 52     | 33     |
| 1989-1990        | Sampdoria        | A                | 22         | 10         | CI              | 2               | 2               | CdC                | 8                  | 7                  | SI          | 1           | 0           | 33     | 19     |
| 1990-1991        | Sampdoria        | A                | 26         | 19         | CI              | 7               | 3               | CdC                | 3                  | 1                  | SU          | 1           | 0           | 37     | 23     |
| 1991-1992        | Sampdoria        | A                | 31         | 11         | CI              | 6               | 3               | CC                 | 11                 | 6                  | SI          | 1           | 0           | 49     | 20     |
| Totale Sampdoria | Totale Sampdoria | Totale Sampdoria | 223+1      | 85+0       |                 | 67              | 36              |                    | 33                 | 19                 |             | 4           | 1           | 328    | 141    |
| 1992-1993        | Juventus         | A                | 32         | 6          | CI              | 7               | 2               | CU                 | 10                 | 5                  | -           | -           | -           | 49     | 13     |
| 1993-1994        | Juventus         | A                | 10         | 4          | CI              | 0               | 0               | CU                 | 2                  | 0                  | -           | -           | -           | 12     | 4      |
| 1994-1995        | Juventus         | A                | 30         | 17         | CI              | 7               | 3               | CU                 | 9                  | 2                  | -           | -           | -           | 46     | 22     |
| 1995-1996        | Juventus         | A                | 30         | 11         | CI              | 0               | 0               | UCL                | 7                  | 2                  | SI          | 1           | 1           | 38     | 14     |
| Totale Juventus  | Totale Juventus  | Totale Juventus  | 102        | 38         |                 | 14              | 5               |                    | 28                 | 9                  |             | 1           | 1           | 145    | 53     |
| 1996-1997        | Chelsea          | PL               | 28         | 9          | FACup+CdL       | 5+0             | 2+0             | -                  | -                  | -                  | -           | -           | -           | 33     | 11     |
| 1997-1998        | Chelsea          | PL               | 21         | 11         | FACup+CdL       | 1+3             | 2+0             | CdC                | 8                  | 6                  | CS          | 1           | 0           | 34     | 19     |
| 1998-1999        | Chelsea          | PL               | 9          | 1          | FACup+CdL       | 3+3             | 2+6             | CdC                | 5                  | 1                  | SU          | 0           | 0           | 20     | 10     |
| Totale Chelsea   | Totale Chelsea   | Totale Chelsea   | 58         | 21         |                 | 15              | 12              |                    | 13                 | 7                  |             | 1           | 0           | 87     | 40     |
| Totale carriera  | Totale carriera  | Totale carriera  | 488+1      | 167+0      |                 | 104             | 55              |                    | 74                 | 35                 |             | 6           | 2           | 673    | 259    |

### Cronologia presenze e reti in nazionale
| Cronologia completa delle presenze e delle reti in nazionale ― Italia | Cronologia completa delle presenze e delle reti in nazionale ― Italia | Cronologia completa delle presenze e delle reti in nazionale ― Italia | Cronologia completa delle presenze e delle reti in nazionale ― Italia | Cronologia completa delle presenze e delle reti in nazionale ― Italia | Cronologia completa delle presenze e delle reti in nazionale ― Italia | Cronologia completa delle presenze e delle reti in nazionale ― Italia | Cronologia completa delle presenze e delle reti in nazionale ― Italia |
| Data                                                                  | Città                                                                 | In casa                                                               | Risultato                                                             | Ospiti                                                                | Competizione                                                          | Reti                                                                  | Note                                                                  |
| --------------------------------------------------------------------- | --------------------------------------------------------------------- | --------------------------------------------------------------------- | --------------------------------------------------------------------- | --------------------------------------------------------------------- | --------------------------------------------------------------------- | --------------------------------------------------------------------- | --------------------------------------------------------------------- |
| 16-11-1985                                                            | Chorzów                                                               | Polonia                                                               | 1 – 0                                                                 | Italia                                                                | Amichevole                                                            | -                                                                     | 78’                                                                   |
| 5-2-1986                                                              | Avellino                                                              | Italia                                                                | 1 – 2                                                                 | Germania Ovest                                                        | Amichevole                                                            | -                                                                     | 46’                                                                   |
| 26-3-1986                                                             | Udine                                                                 | Italia                                                                | 2 – 1                                                                 | Austria                                                               | Amichevole                                                            | -                                                                     |                                                                       |
| 11-5-1986                                                             | Napoli                                                                | Italia                                                                | 2 – 0                                                                 | Cina                                                                  | Amichevole                                                            | -                                                                     | 62’                                                                   |
| 31-5-1986                                                             | Città del Messico                                                     | Italia                                                                | 1 – 1                                                                 | Bulgaria                                                              | Mondiali 1986 - 1º turno                                              | -                                                                     | 65’                                                                   |
| 5-6-1986                                                              | Puebla                                                                | Italia                                                                | 1 – 1                                                                 | Argentina                                                             | Mondiali 1986 - 1º turno                                              | -                                                                     | 64’                                                                   |
| 10-6-1986                                                             | Puebla                                                                | Italia                                                                | 3 – 2                                                                 | Corea del Sud                                                         | Mondiali 1986 - 1º turno                                              | -                                                                     | 88’                                                                   |
| 17-6-1986                                                             | Città del Messico                                                     | Francia                                                               | 2 – 0                                                                 | Italia                                                                | Mondiali 1986 - Ottavi di finale                                      | -                                                                     | 57’                                                                   |
| 8-10-1986                                                             | Bologna                                                               | Italia                                                                | 2 – 0                                                                 | Grecia                                                                | Amichevole                                                            | -                                                                     |                                                                       |
| 15-11-1986                                                            | Milano                                                                | Italia                                                                | 3 – 2                                                                 | Svizzera                                                              | Qual. Euro 1988                                                       | -                                                                     |                                                                       |
| 6-12-1986                                                             | Ta' Qali                                                              | Malta                                                                 | 0 – 2                                                                 | Italia                                                                | Qual. Euro 1988                                                       | -                                                                     |                                                                       |
| 24-1-1987                                                             | Bergamo                                                               | Italia                                                                | 5 – 0                                                                 | Malta                                                                 | Qual. Euro 1988                                                       | 1                                                                     |                                                                       |
| 14-2-1987                                                             | Lisbona                                                               | Portogallo                                                            | 0 – 1                                                                 | Italia                                                                | Qual. Euro 1988                                                       | -                                                                     |                                                                       |
| 18-4-1987                                                             | Colonia                                                               | Germania Ovest                                                        | 0 – 0                                                                 | Italia                                                                | Amichevole                                                            | -                                                                     |                                                                       |
| 28-5-1987                                                             | Oslo                                                                  | Norvegia                                                              | 0 – 0                                                                 | Italia                                                                | Amichevole                                                            | -                                                                     |                                                                       |
| 3-6-1987                                                              | Stoccolma                                                             | Svezia                                                                | 1 – 0                                                                 | Italia                                                                | Qual. Euro 1988                                                       | -                                                                     |                                                                       |
| 10-6-1987                                                             | Zurigo                                                                | Italia                                                                | 3 – 1                                                                 | Argentina                                                             | Amichevole                                                            | 1                                                                     |                                                                       |
| 23-9-1987                                                             | Pisa                                                                  | Italia                                                                | 1 – 0                                                                 | Jugoslavia                                                            | Amichevole                                                            | -                                                                     |                                                                       |
| 17-10-1987                                                            | Berna                                                                 | Svizzera                                                              | 0 – 0                                                                 | Italia                                                                | Qual. Euro 1988                                                       | -                                                                     |                                                                       |
| 14-11-1987                                                            | Napoli                                                                | Italia                                                                | 2 – 1                                                                 | Svezia                                                                | Qual. Euro 1988                                                       | 2                                                                     |                                                                       |
| 5-12-1987                                                             | Milano                                                                | Italia                                                                | 3 – 0                                                                 | Portogallo                                                            | Qual. Euro 1988                                                       | 1                                                                     |                                                                       |
| 20-2-1988                                                             | Bari                                                                  | Italia                                                                | 4 – 1                                                                 | Unione Sovietica                                                      | Amichevole                                                            | 2                                                                     | 46’                                                                   |
| 31-3-1988                                                             | Spalato                                                               | Jugoslavia                                                            | 1 – 1                                                                 | Italia                                                                | Amichevole                                                            | 1                                                                     |                                                                       |
| 27-4-1988                                                             | Lussemburgo                                                           | Lussemburgo                                                           | 0 – 3                                                                 | Italia                                                                | Amichevole                                                            | -                                                                     |                                                                       |
| 4-6-1988                                                              | Brescia                                                               | Italia                                                                | 0 – 1                                                                 | Galles                                                                | Amichevole                                                            | -                                                                     | 46’                                                                   |
| 10-6-1988                                                             | Düsseldorf                                                            | Germania Ovest                                                        | 1 – 1                                                                 | Italia                                                                | Euro 1988 - 1º turno                                                  | -                                                                     | 89’                                                                   |
| 14-6-1988                                                             | Francoforte                                                           | Italia                                                                | 1 – 0                                                                 | Spagna                                                                | Euro 1988 - 1º turno                                                  | 1                                                                     | 89’                                                                   |
| 17-6-1988                                                             | Colonia                                                               | Italia                                                                | 2 – 0                                                                 | Danimarca                                                             | Euro 1988 - 1º turno                                                  | -                                                                     |                                                                       |
| 22-6-1988                                                             | Stoccarda                                                             | Unione Sovietica                                                      | 2 – 0                                                                 | Italia                                                                | Euro 1988 - Semifinale                                                | -                                                                     |                                                                       |
| 19-10-1988                                                            | Pescara                                                               | Italia                                                                | 2 – 1                                                                 | Norvegia                                                              | Amichevole                                                            | -                                                                     |                                                                       |
| 16-11-1988                                                            | Roma                                                                  | Italia                                                                | 1 – 0                                                                 | Paesi Bassi                                                           | Amichevole                                                            | 1                                                                     |                                                                       |
| 22-12-1988                                                            | Perugia                                                               | Italia                                                                | 2 – 0                                                                 | Scozia                                                                | Amichevole                                                            | -                                                                     |                                                                       |
| 22-2-1989                                                             | Pisa                                                                  | Italia                                                                | 1 – 0                                                                 | Danimarca                                                             | Amichevole                                                            | -                                                                     | 74’                                                                   |
| 25-3-1989                                                             | Vienna                                                                | Austria                                                               | 0 – 1                                                                 | Italia                                                                | Amichevole                                                            | -                                                                     |                                                                       |
| 29-3-1989                                                             | Sibiu                                                                 | Romania                                                               | 1 – 0                                                                 | Italia                                                                | Amichevole                                                            | -                                                                     |                                                                       |
| 22-4-1989                                                             | Verona                                                                | Italia                                                                | 1 – 1                                                                 | Uruguay                                                               | Amichevole                                                            | -                                                                     | 40’                                                                   |
| 26-4-1989                                                             | Taranto                                                               | Italia                                                                | 4 – 0                                                                 | Ungheria                                                              | Amichevole                                                            | 1                                                                     | Cap. 46’                                                              |
| 20-9-1989                                                             | Cesena                                                                | Italia                                                                | 4 – 0                                                                 | Bulgaria                                                              | Amichevole                                                            | -                                                                     |                                                                       |
| 14-10-1989                                                            | Bologna                                                               | Italia                                                                | 0 – 1                                                                 | Brasile                                                               | Amichevole                                                            | -                                                                     |                                                                       |
| 11-11-1989                                                            | Vicenza                                                               | Italia                                                                | 1 – 0                                                                 | Algeria                                                               | Amichevole                                                            | -                                                                     |                                                                       |
| 15-11-1989                                                            | Londra                                                                | Inghilterra                                                           | 0 – 0                                                                 | Italia                                                                | Amichevole                                                            | -                                                                     | 82’                                                                   |
| 21-12-1989                                                            | Cagliari                                                              | Italia                                                                | 0 – 0                                                                 | Argentina                                                             | Amichevole                                                            | -                                                                     | 68’                                                                   |
| 9-6-1990                                                              | Roma                                                                  | Italia                                                                | 1 – 0                                                                 | Austria                                                               | Mondiali 1990 - 1º turno                                              | -                                                                     |                                                                       |
| 14-6-1990                                                             | Roma                                                                  | Italia                                                                | 1 – 0                                                                 | Stati Uniti                                                           | Mondiali 1990 - 1º turno                                              | -                                                                     |                                                                       |
| 3-7-1990                                                              | Napoli                                                                | Argentina                                                             | 1 – 1 dts (4 – 3 dtr)                                                 | Italia                                                                | Mondiali 1990 - Semifinale                                            | -                                                                     | 70’                                                                   |
| 1-5-1991                                                              | Salerno                                                               | Italia                                                                | 3 – 1                                                                 | Ungheria                                                              | Qual. Euro 1992                                                       | 1                                                                     |                                                                       |
| 5-6-1991                                                              | Oslo                                                                  | Norvegia                                                              | 2 – 1                                                                 | Italia                                                                | Qual. Euro 1992                                                       | -                                                                     |                                                                       |
| 12-6-1991                                                             | Malmö                                                                 | Danimarca                                                             | 0 – 2 dts                                                             | Italia                                                                | Torneo Scania 100 - Semifinale                                        | 1                                                                     | 46’                                                                   |
| 16-6-1991                                                             | Stoccolma                                                             | Italia                                                                | 1 – 1 dts (3 – 2 dtr)                                                 | Unione Sovietica                                                      | Torneo Scania 100 - Finale                                            | -                                                                     | 67’                                                                   |
| 25-9-1991                                                             | Sofia                                                                 | Bulgaria                                                              | 2 – 1                                                                 | Italia                                                                | Amichevole                                                            | -                                                                     | 90’                                                                   |
| 12-10-1991                                                            | Mosca                                                                 | Unione Sovietica                                                      | 0 – 0                                                                 | Italia                                                                | Qual. Euro 1992                                                       | -                                                                     |                                                                       |
| 13-11-1991                                                            | Genova                                                                | Italia                                                                | 1 – 1                                                                 | Norvegia                                                              | Qual. Euro 1992                                                       | -                                                                     |                                                                       |
| 21-12-1991                                                            | Foggia                                                                | Italia                                                                | 2 – 0                                                                 | Cipro                                                                 | Qual. Euro 1992                                                       | 1                                                                     | 66’                                                                   |
| 31-5-1992                                                             | New Haven                                                             | Italia                                                                | 0 – 0                                                                 | Portogallo                                                            | U.S. Cup 1992                                                         | -                                                                     |                                                                       |
| 4-6-1992                                                              | Boston                                                                | Italia                                                                | 2 – 0                                                                 | Irlanda                                                               | U.S. Cup 1992                                                         | -                                                                     | 81’                                                                   |
| 6-6-1992                                                              | Chicago                                                               | Stati Uniti                                                           | 1 – 1                                                                 | Italia                                                                | U.S. Cup 1992                                                         | -                                                                     | 74’                                                                   |
| 9-9-1992                                                              | Eindhoven                                                             | Paesi Bassi                                                           | 2 – 3                                                                 | Italia                                                                | Amichevole                                                            | 1                                                                     | Cap. 88’                                                              |
| 14-10-1992                                                            | Cagliari                                                              | Italia                                                                | 2 – 2                                                                 | Svizzera                                                              | Qual. Mondiali 1994                                                   | -                                                                     | Cap.                                                                  |
| 19-12-1992                                                            | Ta' Qali                                                              | Malta                                                                 | 1 – 2                                                                 | Italia                                                                | Qual. Mondiali 1994                                                   | 1                                                                     |                                                                       |
| Totale                                                                |                                                                       | Presenze (32º posto)                                                  | 59                                                                    |                                                                       | Reti (16º posto)                                                      | 16                                                                    |                                                                       |

### Statistiche da allenatore
In grassetto le competizioni vinte.
| Stagione        | Squadra         | Campionato      | Campionato | Campionato | Campionato | Campionato | Coppe nazionali | Coppe nazionali | Coppe nazionali | Coppe nazionali | Coppe nazionali | Coppe continentali | Coppe continentali | Coppe continentali | Coppe continentali | Coppe continentali | Altre coppe | Altre coppe | Altre coppe | Altre coppe | Altre coppe | Totale | Totale | Totale | Totale | % Vittorie | Piazzamento |
| Stagione        | Squadra         | Comp            | G          | V          | N          | P          | Comp            | G               | V               | N               | P               | Comp               | G                  | V                  | N                  | P                  | Comp        | G           | V           | N           | P           | G      | V      | N      | P      | %          | Piazzamento |
| --------------- | --------------- | --------------- | ---------- | ---------- | ---------- | ---------- | --------------- | --------------- | --------------- | --------------- | --------------- | ------------------ | ------------------ | ------------------ | ------------------ | ------------------ | ----------- | ----------- | ----------- | ----------- | ----------- | ------ | ------ | ------ | ------ | ---------- | ----------- |
| feb.-giu. 1998  | Chelsea         | PL              | 13         | 6          | 0          | 7          | FACup+CdL       | 0+2             | 2               | 0               | 0               | CdC                | 5                  | 4                  | 0                  | 1                  | -           | -           | -           | -           | -           | 20     | 12     | 0      | 8      | 60,00      | Sub. 4º     |
| 1998-1999       | Chelsea         | PL              | 38         | 20         | 15         | 3          | FACup+CdL       | 6+3             | 3+2             | 2+0             | 1+1             | CdC                | 8                  | 4                  | 3                  | 1                  | SU          | 1           | 1           | 0           | 0           | 56     | 30     | 20     | 6      | 53,57      | 3º          |
| 1999-2000       | Chelsea         | PL              | 38         | 18         | 11         | 9          | FACup+CdL       | 6+1             | 6+0             | 0+0             | 0+1             | UCL                | 16                 | 8                  | 4                  | 4                  | -           | -           | -           | -           | -           | 61     | 32     | 15     | 14     | 52,46      | 5º          |
| lug.-set. 2000  | Chelsea         | PL              | 5          | 1          | 3          | 1          | FACup+CdL       | -               | -               | -               | -               | CU                 | -                  | -                  | -                  | -                  | CS          | 1           | 1           | 0           | 0           | 6      | 2      | 3      | 1      | 33,33      | Eson.       |
| Totale Chelsea  | Totale Chelsea  | Totale Chelsea  | 94         | 45         | 29         | 20         |                 | 18              | 13              | 2               | 3               |                    | 29                 | 16                 | 7                  | 6                  |             | 2           | 2           | 0           | 0           | 143    | 76     | 38     | 29     | 53,15      |             |
| 2001-2002       | Watford         | FD              | 46         | 16         | 11         | 19         | FACup+CdL       | 1+5             | 0+4             | 0+0             | 1+1             | -                  | -                  | -                  | -                  | -                  | -           | -           | -           | -           | -           | 52     | 20     | 11     | 21     | 38,46      | 14º         |
| Totale carriera | Totale carriera | Totale carriera | 140        | 61         | 40         | 39         |                 | 24              | 17              | 2               | 5               |                    | 29                 | 16                 | 7                  | 6                  |             | 2           | 2           | 0           | 0           | 195    | 96     | 49     | 50     | 49,23      |             |

### Record
- Giocatore con più gol realizzati in una singola edizione della Coppa Italia (1988-1989, 13 reti).[11][12]

## Palmarès

### Giocatore

#### Club

##### Competizioni nazionali

Da sinistra: Vialli, Moreno Mannini e Mancini posano per i fotografi dopo il successo della Sampdoria nella Coppa Italia 1988-1989.

Da sinistra: i sampdoriani Fausto Pari, Vialli e Mannini celebrano la vittoria dello scudetto 1990-1991.

- Campionato italiano Serie C1: 1

Cremonese: 1980-1981 (girone A)
- Coppa Italia: 4

Sampdoria: 1984-1985, 1987-1988, 1988-1989
Juventus: 1994-1995
- Campionato italiano: 2

Sampdoria: 1990-1991
Juventus: 1994-1995
- Supercoppa italiana: 2

Sampdoria: 1991
Juventus: 1995
- Coppa d'Inghilterra: 1

Chelsea: 1996-1997
- Coppa di Lega inglese: 1

Chelsea: 1997-1998

##### Competizioni internazionali

Vialli solleva la Coppa UEFA 1992-1993 vinta con la Juventus.

Il capitano juventino Vialli stringe in mano la UEFA Champions League 1995-1996, sotto lo sguardo del suo allenatore Marcello Lippi.

- Coppa delle Coppe: 2

Sampdoria: 1989-1990
Chelsea: 1997-1998
- Coppa UEFA: 1

Juventus: 1992-1993
- UEFA Champions League: 1

Juventus: 1995-1996
- Supercoppa UEFA: 1

Chelsea: 1998

#### Nazionale

Vialli (a sinistra) festeggia coi compagni di nazionale la vittoria italiana al mondiale militare 1987.

- Campionato mondiale militare: 1

Arezzo 1987

#### Individuale
- Capocannoniere dell'europeo under 21: 1

1986 (4 gol)
- Guerin d'oro speciale: 1

1987
- Europei Top 11: 1

Germania Ovest 1988
- Capocannoniere della Coppa Italia: 1

1988-1989 (13 gol)
- Capocannoniere della Coppa delle Coppe: 1

1989-1990 (7 gol)
- Capocannoniere della Serie A: 1

1990-1991 (19 gol)
- Capocannoniere della Coppa di Lega inglese: 1

1998-1999 (6 gol)
- World Soccer's World Player of the Year: 1

1995
- Inserito nella Hall of Fame del calcio italiano nella categoria Giocatore italiano

2015

### Allenatore

#### Club

##### Competizioni nazionali
- Coppa di Lega inglese: 1

Chelsea: 1997-1998
- Coppa d'Inghilterra: 1

Chelsea: 1999-2000
- Charity Shield: 1

Chelsea: 2000

##### Competizioni internazionali
- Coppa delle Coppe: 1

Chelsea: 1997-1998
- Supercoppa UEFA: 1

Chelsea: 1998

#### Individuale
- Premio internazionale Giacinto Facchetti: 1

2018

## Opere
- The Italian Job: tra Italia e Inghilterra, viaggio al cuore di due grandi culture calcistiche, con Gabriele Marcotti, Milano, Mondadori, 2006, ISBN 88-04-56047-9.
- Goals: 98 storie + 1 per affrontare le sfide più difficili, a cura di Pierdomenico Baccalario, Milano, Mondadori, 2018, ISBN 978-88-04-70728-8.
- La bella stagione. Vialli, Mancini e i calciatori della Sampdoria campione d'Italia, con Roberto Mancini, Milano, Mondadori, 2021, ISBN 978-88-04-73864-0.
- Le cose importanti, a cura di Pierdomenico Baccalario e Marco Ponti, Milano, Mondadori, 2024, ISBN 978-88-047-8608-5.